# アライグマ
アライグマ (洗熊、浣熊、Procyon lotor) は、哺乳綱食肉目アライグマ科アライグマ属に分類される哺乳類。アライグマ属に属する動物のうち最も広く分布している種である。
原産地はメキシコ、アメリカ合衆国、カナダ。これらの原産地では重要な狩猟獣となっている。

## 分布
アメリカ合衆国、エルサルバドル、カナダ、グアテマラ、コスタリカ、ニカラグア、パナマ北部、ベリーズ、ホンジュラス、メキシコに自然分布。分布の北限は18世紀にはアメリカ合衆国南部であったが、農地の拡大等によりカナダ南部まで北上している。
ヨーロッパには1930年代に毛皮獣として移入された。ドイツやフランスなどのヨーロッパ諸国、旧ソ連のベラルーシやアゼルバイジャン、西インド諸島といった国々にも外来種として定着している。
日本では1962年に岐阜県で野生化が始まったとする説があり、その後1970年代に多く輸入・飼育されるようになり、それに伴って逃亡や放獣などによる野生化が各地で発生したとみられている。

## 形態
頭胴長（体長）41.5 - 60センチメートル。尾長20 - 40.5センチメートル。体重2 - 22キログラム。飼育下では体重が20 kgに達するものもいる。
灰褐色の体毛をもち、眼のまわりから頬にかけて黒い斑紋がある。タヌキと誤認されることが多いが、タヌキとの違いとして長いふさふさとした尾には黒い横縞があるのが大きな特徴である。また、足が黒いタヌキやニホンアナグマと比べて、アライグマの足は白っぽく、耳には白い縁取りがある。さらに、クマなどと同じく、かかとをつける蹠行性（しょこうせい）という歩き方をするため、足跡は人の子供の手のような長い5本の指がくっきりとつく。この特徴は、本種と他の哺乳類とを識別する重要なポイントとなる。
乳頭数は、胸部・腹部・鼠蹊部にそれぞれ1対、計6つとなり、まれに8つの乳頭をもつ個体が確認される。

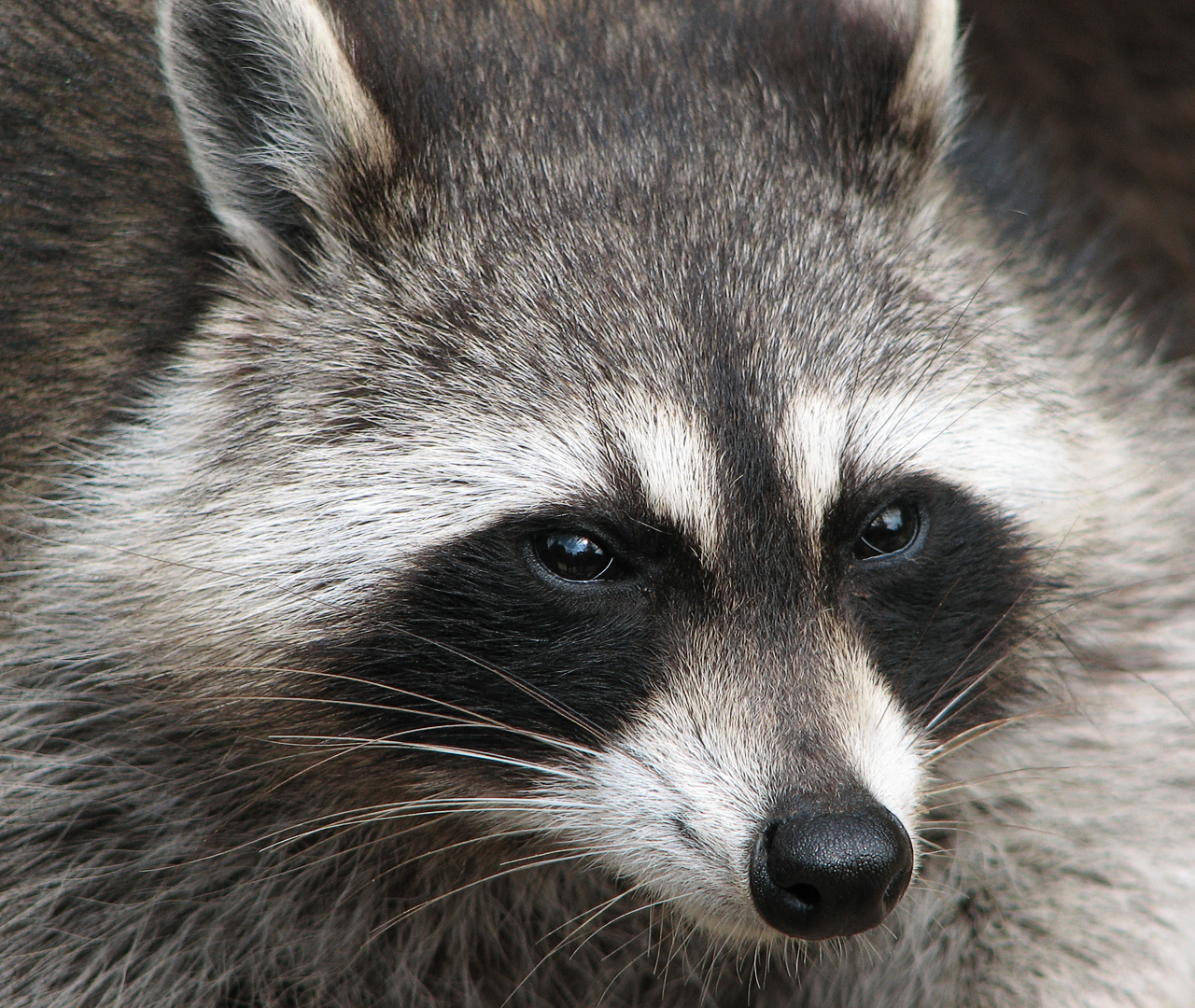
眉間には黒い筋模様があり、目立つ白いひげをもつ
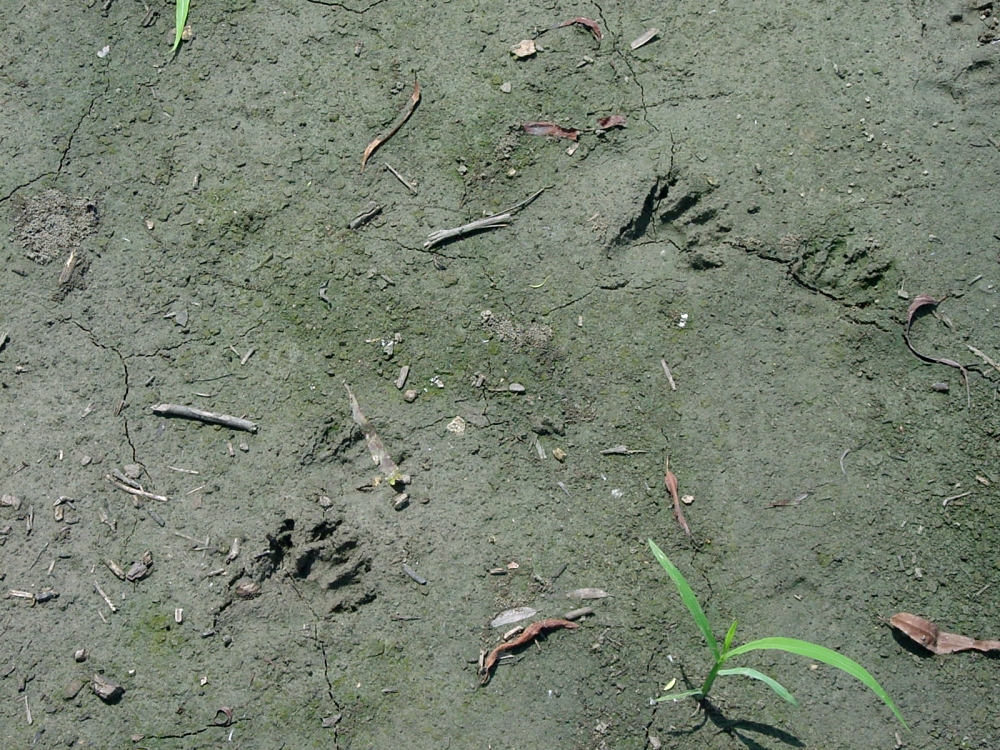
足跡
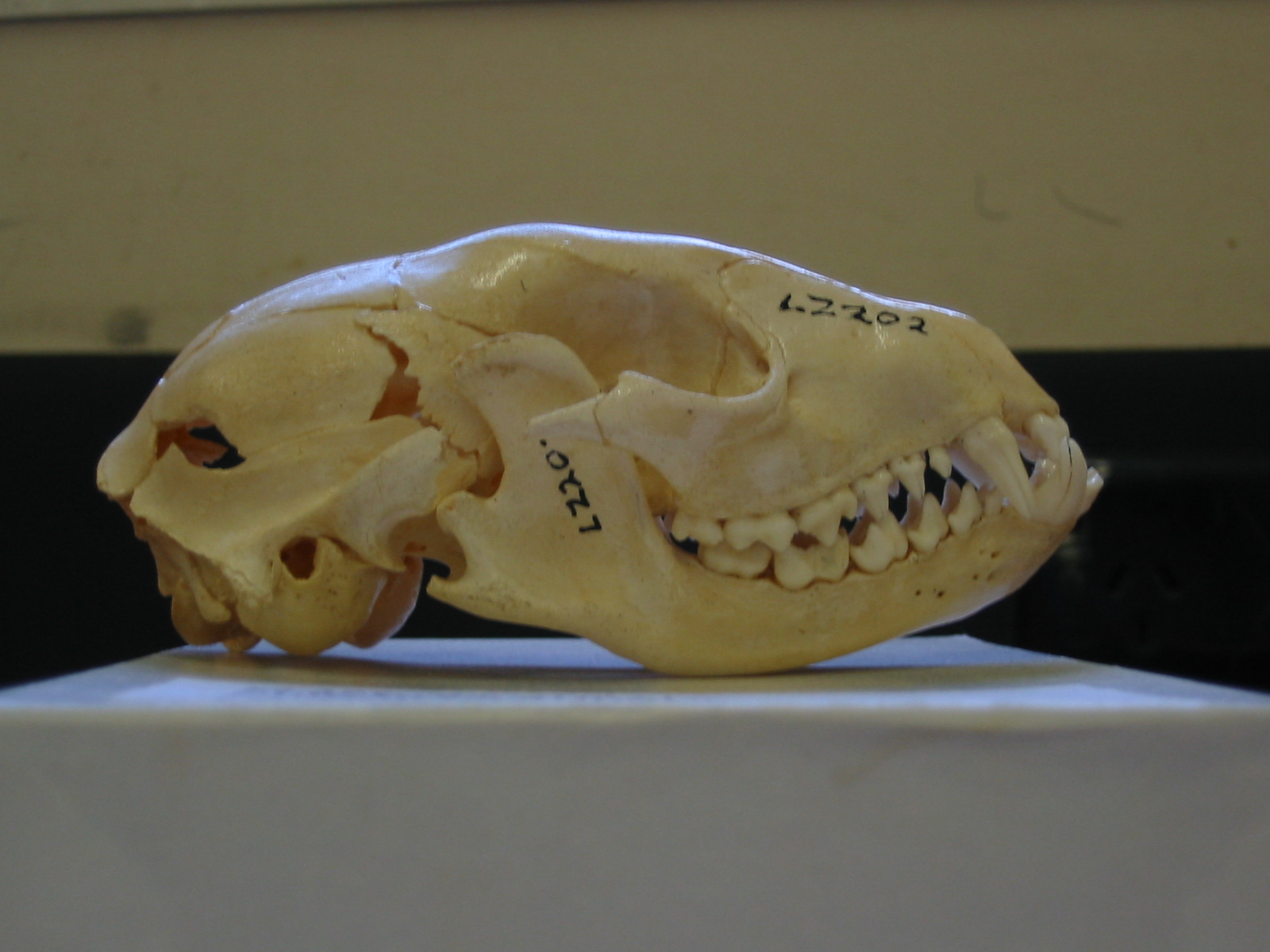
頭骨

## 生態
森林や湿地・農耕地、都市部などの、幅広い環境に生息する。アメリカにおける都市部への生息範囲の拡大は顕著で、最初の都市部への定着報告は1920年代に始まり、ワシントンD.C、ニューヨーク、シカゴ、トロントなど各地の都市に拡大している。夜行性。自分で巣を掘ることはなく、他の動物が地中に掘った巣穴、木の洞、時には農家の納屋や物置などで休む。
四肢に水掻きはないが泳ぐことが可能で、後ろ足で立つこともでき、木登りもうまく立体的な行動をみせる。
行動圏は基本的に直径1-3キロメートルの範囲で、都市近郊に暮らす個体群は狭くなり、低い個体数密度では逆に拡大するといったように環境条件によって変化する。オスの行動圏のほうが広く排他的で、その中に複数のメスの行動圏が共有している。
寒い地方に棲む個体は気温がマイナス4度以下になると冬ごもり（半冬眠）を行う。これは真の冬眠とは異なるが、活動は大きく減退する。

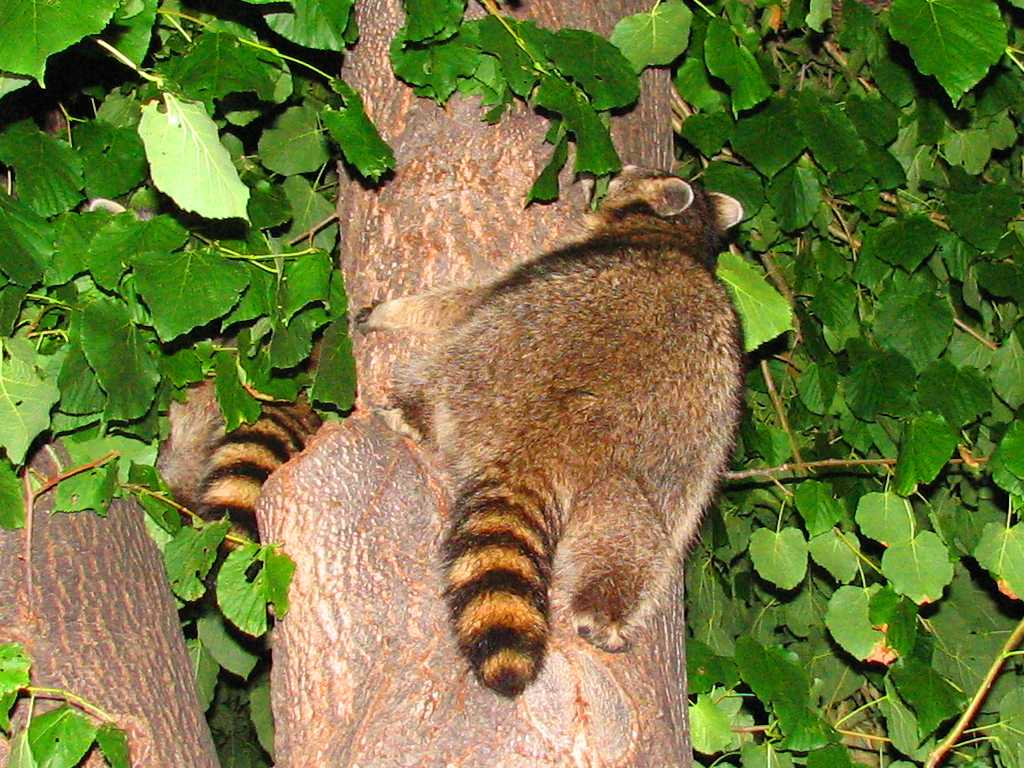
木に登るアライグマ

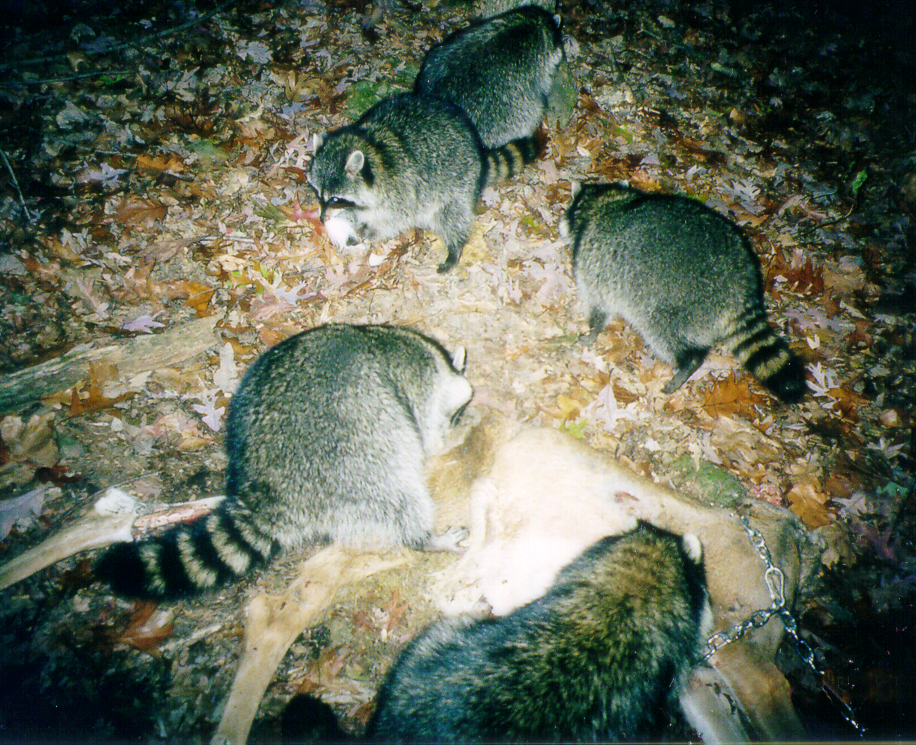
シカの死骸を食べるアライグマ

雑食性で、両生類、爬虫類、魚類、鳥類（卵）、哺乳類（死骸を含む）、昆虫類、 甲殻類、その他の無脊椎動物、植物（果実など）と非常に幅広い食性を示す。水生生物の中では、とくにザリガニ類を好む。具体的に捕食対象となる生物は、両生類の場合はサンショウウオやカエル、昆虫を含む無脊椎動物の場合は甲虫、トンボ（幼虫・成虫とも）、バッタ、アリ、ハチ、水生カメムシ類、ミミズ、カタツムリなどで、魚類の場合はブラックバス、コイ、ナマズ、ウナギ、パイク、マスなどが挙げられる。爬虫類はあまり捕食しないが、まれにヘビやトカゲを食べることがあり、変わったところではウミガメの卵を餌とする事例もある。海岸沿いに生息するアライグマは、二枚貝（カキやイガイ）、エビ、カニ、ウニなどを食べ、テキサス州のメキシコ湾近辺ではシオマネキを主食としている。齧歯類を捕食することもあり、ときにはイノシシやシカの死骸を食べる姿も観察されている。また、人間の居住地近くでは、生ごみを利用するアライグマもいる。英語圏では、ゴミを漁る様子と、パンダに似た色模様から、trash panda（ゴミパンダ）の俗称がある。ちなみに、アライグマを罠で捕獲する際の誘引餌には、スナック菓子（キャラメルコーン）やマヨネーズ、揚げパンといった人間の食べ物を用いがま二本脚で歩き持っていくこともある。
和名は、視覚があまりよくなく、また掌の触覚が非常によく発達しており、前足を水中に突っ込んで獲物を探る姿が手を洗っているように見えることから。種小名lotorは、ラテン語で「洗うもの」の意。よく知られているものを水につけて洗うような行動は、水辺で獲物を捕るという通常の行為が飼育下などの抑制された環境下で発現したものか、また水が無くとも乾燥した食物をこする行動が報告されていることから、「洗う」というよりは「手で物を感じる」ことに関連があるようである。
雌は1歳、雄は2歳で成熟し、2歳以上の妊娠率はほぼ100%といわれている。繁殖期は広域分布するため地域変異が大きく、アメリカ合衆国では12月から8月で主に2 - 3月に交尾を行う。妊娠期間は60 - 73日。1 - 7頭（主に3 - 4頭）の幼獣を生む。1度目の繁殖に失敗しても2度目の発情が存在し、その場合は夏に出産する。それぞれ個別の縄張りを持つ複数の雄がその縄張りと交差する行動範囲（雄の縄張りとは不一致）を持つ複数の雌と交尾出産する多夫多妻制であり従来一夫多妻と言われていたのは雄の縄張りと交差することなくむしろレアケースとして雄の縄張り内に雌の行動範囲が限定された場合に限られている、雌が子育てをする。
ピューマ・コヨーテ・オオカミ・クマ・クズリ・ワシミミズク・アメリカワニ・ミシシッピワニなどの天敵は一応存在するものの、アライグマにとって最も脅威となる生物は人間である。アイオワ州における事例では、死因の判明しているアライグマのうち、78%が狩猟や駆除、10%が交通事故によって死亡していた。寿命は最も長いもので野生下では13-16年、飼育下では22.5年という記録があり、幼獣の死亡率も低い。ただし、北米など狩猟が行われている地域の野生個体群の平均年齢は2歳以下とされる。

## 人間との関わり

### 毛皮

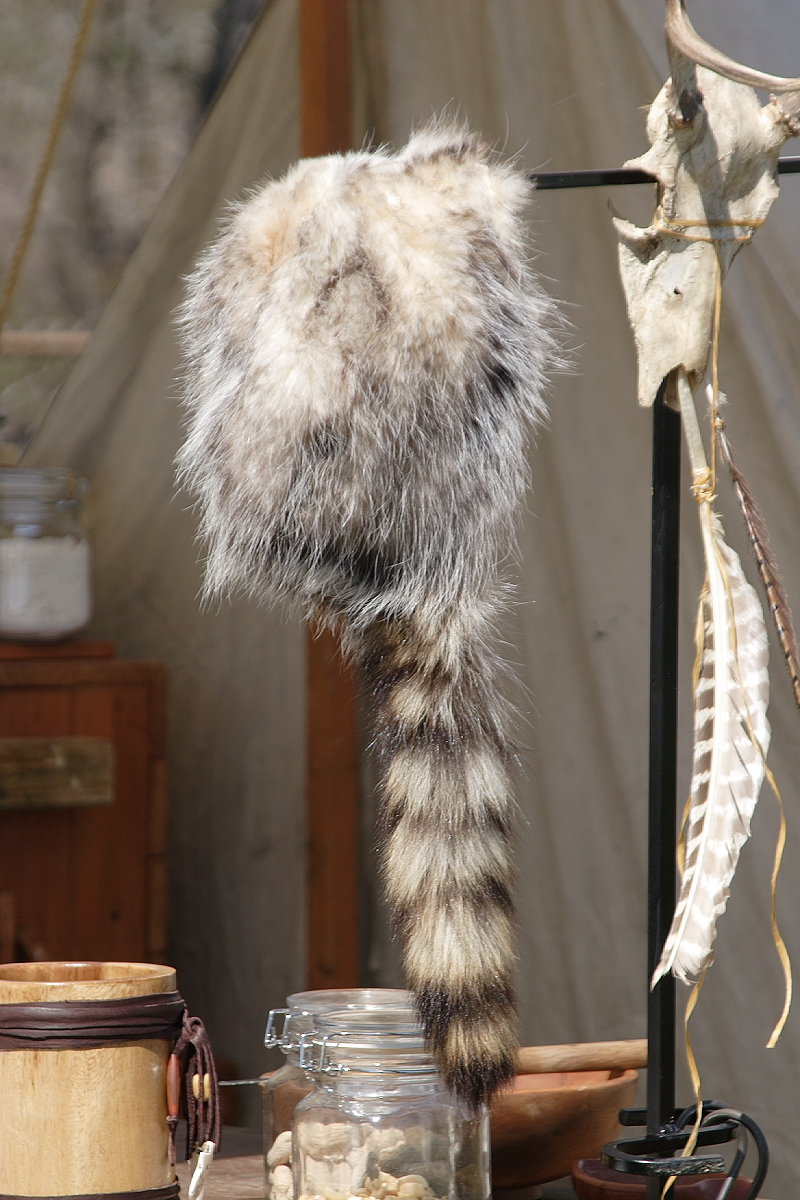
アライグマ皮の帽子、通称「クロケット帽」

北米大陸では経済的に最も重要な狩猟対象となっており、毛皮はヨーロッパへも輸出されてきた。
アメリカの国民的英雄であるデイヴィッド・クロケットを題材にしたテレビドラマが1950年代に放映された際、彼の愛用していたアライグマの毛皮から作られたスキン・キャップ（皮の帽子）が、当時のアメリカの子どもたちのあいだで大ヒットした。この流行によって、多くのアライグマが狩猟され、一時的に数を減らしてしまうまでに至った。
日本国内でもアライグマの毛皮を用いた製品は「ラクーン」と表示され、広く流通している（ただし、タヌキの毛皮が同じ名前で流通することがあり、問題視されている）。

### 肉
アライグマの肉はジビエとして提供されることもある。
ドイツでは、アライグマのソーセージや肉だんごなどが食べられている。

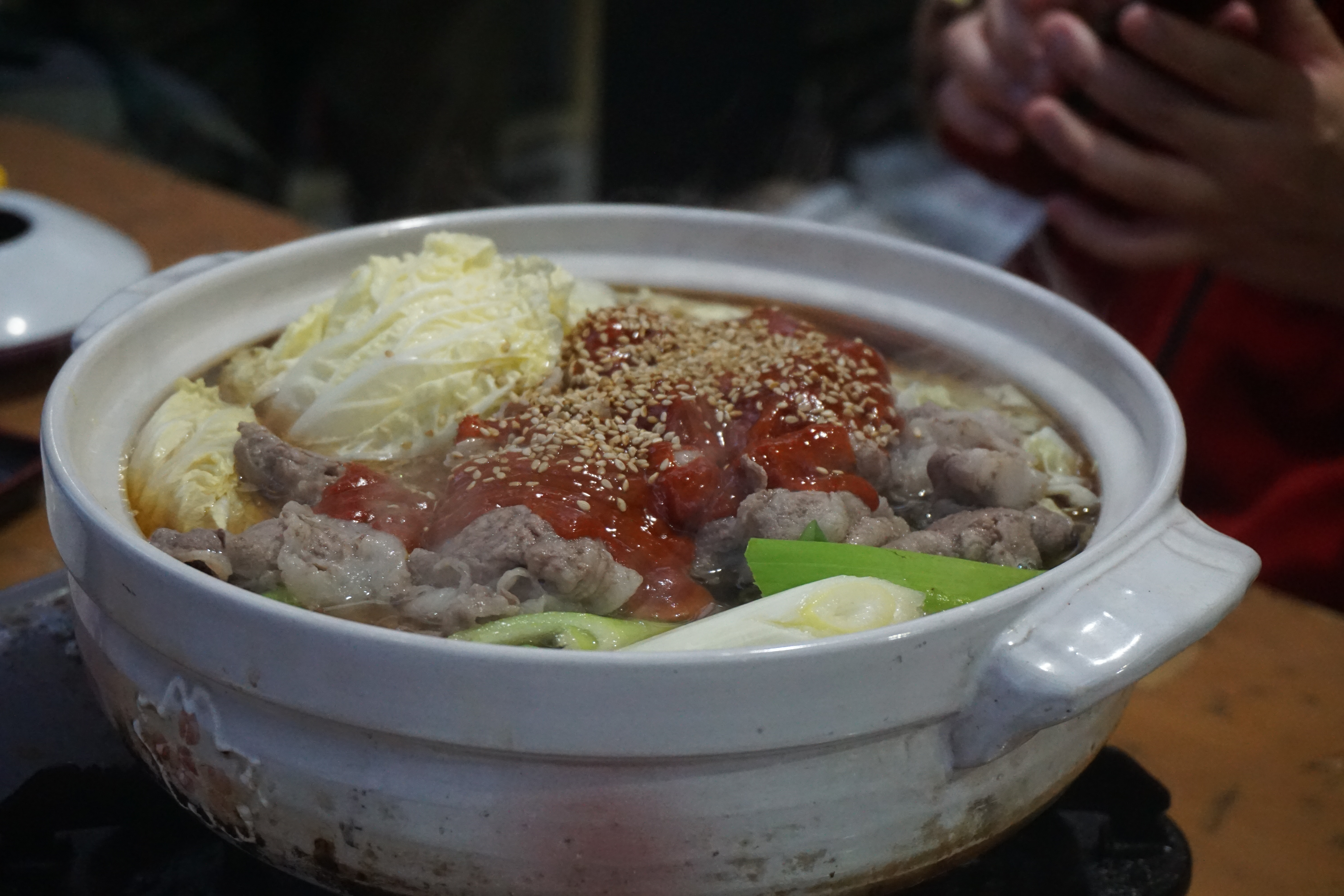
アライグマ鍋（日本）
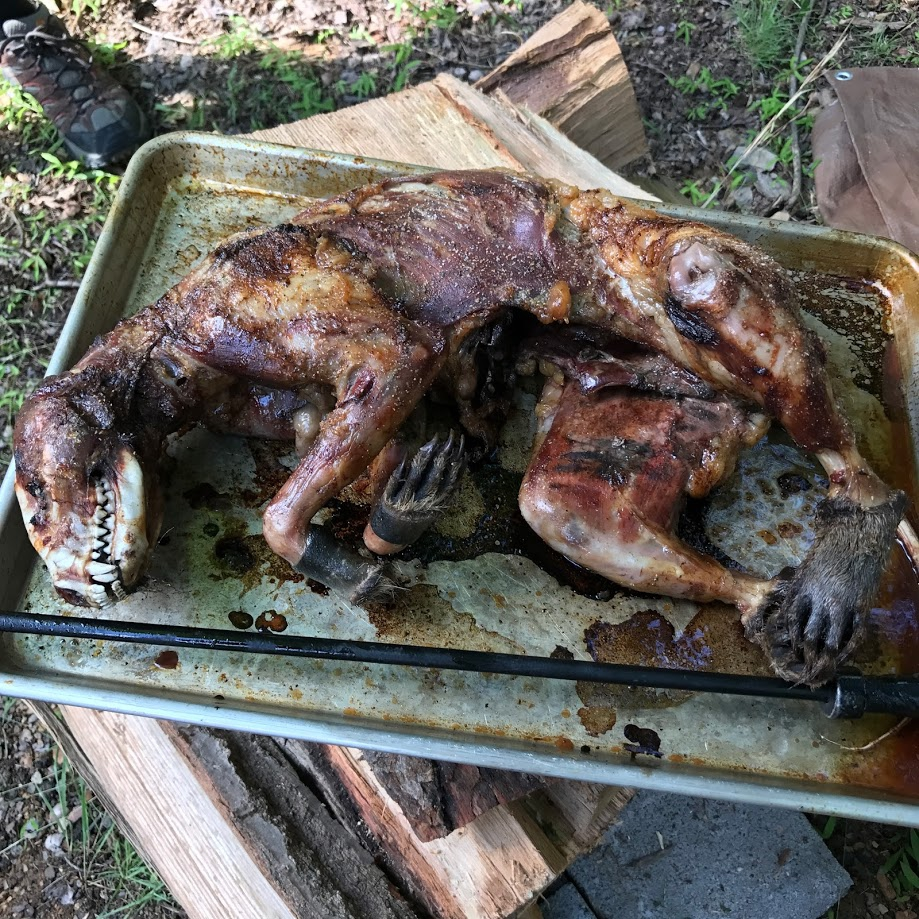
丸焼き（アメリカ）

### 飼育
その可愛らしい風貌からペットとして人気が高かった。原産地であるアメリカでもペットとして飼育されており、例えば、アメリカ合衆国第30代大統領カルビン・クーリッジの妻であるグレース・クーリッジは、レベッカという名のアライグマを可愛がっていたという逸話がある。自宅の庭先に現れる野生個体に餌付けを行い、ペット同然に扱う人もいる。ただし野生生物への餌付けは、個体数の増加のほかに、感染症や物理的傷害を受けるリスクがあるため好ましくないとされている。
幼少期においては人に懐くが、幼少期の時点で暴れる個体もあり、性格の差が激しい。特に空腹時などには幼少期でも個体にかかわらず狂暴になる。成獣（特に発情期）になると気性が荒くなり、一般人がペットとして飼育するのは難しい動物である。
2005年以降は、日本の気候に順応し、農作物に被害を与え、生態系を破壊する恐れがあるために、外来生物法により特定外来生物に指定された。したがって、日本では学術研究などの例外を除き、アライグマの飼育・譲渡・輸入は原則禁止されており、販売や野外に放つことは厳禁である。餌と運動量が増えるため、木登り用の止まり木を含む、10平米以上の広さのケージを必要とする。日本国内では地方自治体が条例によってケージの規格を指定している場合がある。手先が器用で、簡易的な飼育設備ではすぐに脱走してしまうため施錠が必要。飼育環境としては、アライグマは比較的丈夫であるため、気温や湿度に神経質になる必要はないが、日当たりがあって風通しのよい環境に置くとされている。

### 文化
アメリカでは国民的な動物として昔から広く愛され、さまざまな文化や作品にも関係している。
アライグマは、『あらいぐまラスカル』や『キャンディ・キャンディ』、『ポカホンタス』、『ぼのぼの』などのアニメーション作品にも登場する。アニメーション以外では「ガーディアンズ・オブ・ザ・ギャラクシー (2008年のチーム)」のロケット・ラクーン、『のびのびノンちゃん』の主人公・ノンちゃんがいる。
アーサー・キットが歌った「証城寺の狸囃子」のカバー曲「Sho-Jo-Ji (The Hungry Raccoon) 」の歌詞では、原曲のタヌキがアライグマに変更されている。

## 問題

### 本来生息していなかった地域への侵略

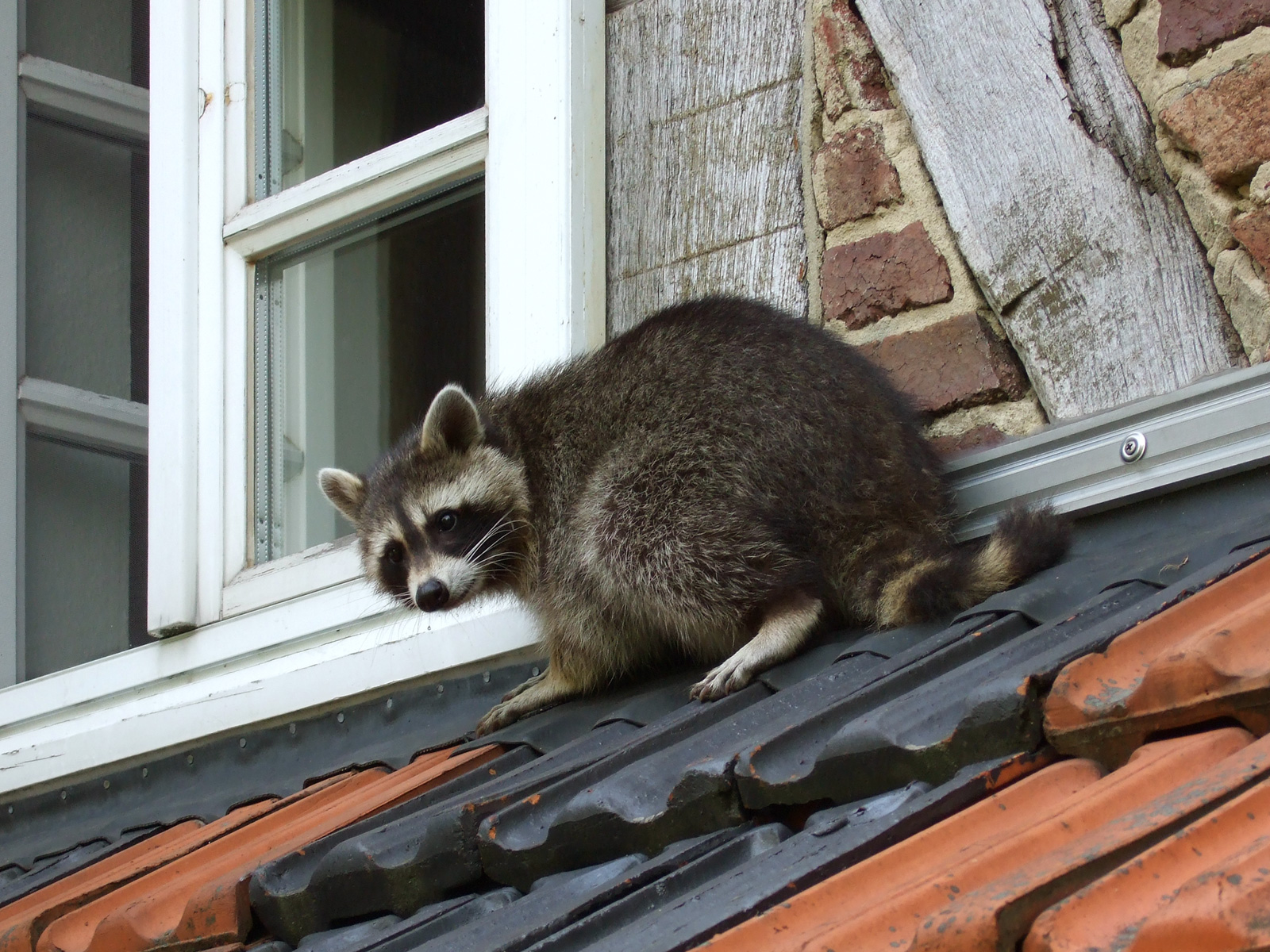
住宅地にも平然と出没
（ドイツ・アルバーツハウゼン）

ヨーロッパでは、1930年代にドイツで毛皮目的に導入されたのが最初だが、定着が本格化し始めたのは1970年代になってからである。現在ではドイツ周辺の国々（フランス、ベルギー、ルクセンブルク、オランダ、ポーランド、チェコなど）に定着が拡大している。ドイツでは1934年にハンブルクで野生化が確認された。ポーランドでは1990年代初めに野生個体群が確認され、今では西部の大部分でみられる。
北米原産であるアライグマは日本には生息していなかったが、日本国内で初めての野外繁殖が確認されたのは1960年代のことである。始まりは愛知県犬山市にある日本モンキーセンターが1961年に飼育し始めたアライグマのうち12頭が翌年に脱走し、ほとんどが回収されたが2頭のオス（一部ではメスとの報告もある）が未回収となったことで、その翌年の1963年には付近の農家から「尻尾に縞模様のあるタヌキ」の目撃情報があった。その後、しばらく経過した1977年に犬山市と隣接する岐阜県可児市で住民がアライグマを捕獲し、野生化が正式に確認された。そのアライグマを捕獲した住人は、アライグマの繁殖を試み始め、1982年には30-40頭を野外へ放している。北海道でも1979年に恵庭市で飼育個体の約10頭が逃亡し、付近の酪農地帯に定着した。関東では鎌倉市の豊かな自然に一定数の繁殖が見られ、この地域ではタイワンリスに並んで最も見かけることの多い野生化動物であるが、天敵のいない限定的な自然条件が棲息に適しているとも言われ、市の公報でも被害や注意喚起が掲載されることがたびたびある。
こうした飼育個体の逃亡や遺棄は他の地域でも起こっていた可能性が高い。1970年代当時は、テレビアニメ『あらいぐまラスカル』の人気などから、ペットとしてアメリカから多い年では年間1500頭もの個体が輸入されるようになり盛んに飼育されていた。しかし、アライグマは手先が器用で脱走しやすい動物だったこともあり、多くの飼育個体が逃げ出したことが考えられる。また、アニメの最終回と同様に、「動物は自然の中で暮らすのが一番良い」という名目で、意図的に自分勝手な飼い主によって自然へ帰された個体も少なくなかったと思われる。とくに当時は一般人はもちろんのこと、学者も外来種問題に対して危機意識をあまり抱いていなかった。こうして飼い切れなくなった成獣が身勝手な人間によって遺棄されたり、飼い主から逃亡して野生化した個体は各地へ自然分散し、2001年には36都道府県で確認され、2008年には47都道府県でみられるようになった。現在の推定個体数は不明だが、東北地方を除く各地でまとまった個体群の存在が確認されている。日本には天敵や競争種がおらず、繁殖力が高いため、容易に定着できたものと考えられている。

### 経済被害
アライグマによって農作物（トウモロコシ、メロン、イチゴ、スイカなど）や養殖魚（錦鯉）が食べられたり、乳牛の乳首が噛み切られたりする被害が発生している。スイカでは前脚が入る程度の穴を開けて中身だけがくりぬかれたり、トウモロコシでは綺麗に皮が剥かされるなどアライグマの食害の痕は特徴的なものが多い。2009年度の農業被害は全国で約2億8千万円となり、数年で倍増している。市街地周辺に生息するアライグマは、家庭菜園にも被害を与える。
さらに、家屋や寺社の屋根裏への侵入、ねぐらとして利用することによる汚損が報告されており、歴史的建造物が被害を受ける例もある。
アメリカでもアライグマによる農作物への被害は、シカに次いで深刻な問題になっている。

### 生態系への影響
さまざまな動植物を幅広く捕食する雑食性のうえに繁殖力が強いため、在来生態系に影響を与えている可能性が指摘されている。北海道の野幌森林公園では、アライグマが原因でアオサギのコロニーが営巣を放棄する事態が発生している。また、フクロウ類やオオタカの巣の略奪も起きている。こうした鳥類の繁殖への悪影響は、ヨーロッパでも問題視されている。また、アライグマよりも小型なキツネやタヌキなどの在来哺乳類との競争も問題である。両生類や爬虫類への影響も報告されており、捕食の記録がある生物は、エゾアカガエル、アズマヒキガエル、エゾサンショウウオ、トウキョウサンショウウオ、アベサンショウウオと多種にわたる。千葉県では2008年にアライグマが原因と見られる食害で、減少が危惧されているニホンイシガメを含む、100匹以上に及ぶ在来カメ類の死体が発見された。
アメリカの海岸では、砂浜に産卵されたウミガメの卵の16-87%が捕食され、ウミガメの生存が脅かされている。

### 感染症

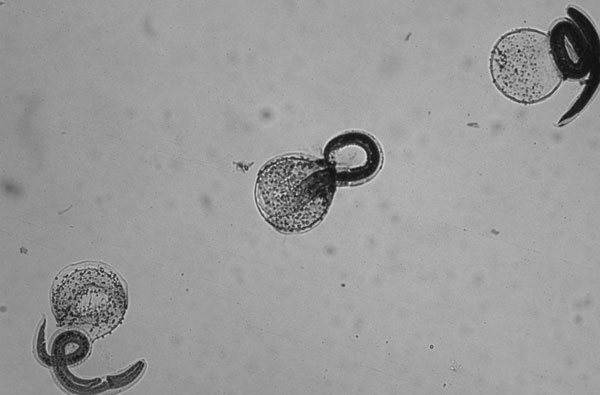
アライグマ回虫
Baylisascaris procyonis

アライグマはアライグマ回虫、狂犬病、レプトスピラ症などの人畜共通感染症のキャリア動物である。家畜やペットなどとの共通感染症（イヌジステンパーなど）のキャリア動物でもある。体表には、感染症を媒介するネコノミなどの外部寄生虫が見られる。
アライグマ回虫は、人体に感染すれば死亡リスクがあり、アメリカでは人間（幼児）の死亡例がある。今のところ日本では感染例がなく、アライグマ回虫が寄生した野生アライグマは確認されていないが、日本国内の動物園で飼育されている個体の約40%に寄生していたという調査結果がでている。狂犬病に関して北米ではアライグマが最も高い割合を占めている。病原性レプトスピラは、日本では北海道や神奈川県などの野生のアライグマから報告されている。他にもアライグマの消化管内部には多数の線虫や吸虫、鉤頭虫が寄生しているが、これら寄生生物はアライグマと同様に外来種であるとは必ずしも限らない。また国立感染症研究所はエキノコックス症も今後発生を注意すべき疾病として挙げている。
こうした感染症の予防のためには、アライグマを扱う際は手袋を着用して肌をできる限り露出せず、病原体が含まれている可能性のある排泄物や血、もしくはそれらで汚染された土などを素手で触らないようにし、使用した衣類や道具は消毒することが必要である。

### 人やペットへの攻撃
アライグマが人間を好んで襲うことはないが、突発的な遭遇による咬傷被害は報告されている。アメリカでは、ペットのイヌやネコが襲われる事例が報告されており、なかには狩猟犬がアライグマに殺されるという話もある。アライグマへの餌付けは、こうした感染症や物理的傷害を誘発させる危険な行為となりうる。日本でも2011年7-8月に兵庫県尼崎市で犬を散歩させていた住人が次々とアライグマに噛まれる事件が発生し、大きく報道された。大型の個体はとくに気性が荒いため、不用意に近づいてはならない。

## 対策と防除

### 欧米

#### 対策
アメリカのイリノイ州やカナダのオンタリオ州などでは個体数管理が導入されている。
原産地のアメリカでもアライグマの引き起こす問題に対して、さまざまな対策手法が実行されており、電気柵によって農作物や野生生物をアライグマから保護したり、同時に個体数を削減するための駆除も進められている。

#### 狩猟との関係
北米ではアライグマは主要な狩猟対象になっているが、犬を使った猟が個体数密度を減少させるのに効果的という報告があるのに対し、地域個体群の半分を狩猟するほど高い捕獲圧にさらされても繁殖率が上昇するだけという報告もあり議論が分かれている。
デンマークでは外来種として通年の狩猟が許可されている。

#### 防除
イリノイ州では年間1.4万頭（1994年）、シカゴでは年間1.8万頭（1999年）が有害獣として処理された。
狂犬病との関係も問題になっており、捕獲した個体の移動放獣が狂犬病の拡大につながったことがある。アライグマの高密度化は狂犬病等の感染症の流行をもたらす危険性が高くなるため、オンタリオ州では狂犬病発生地点から5kmの範囲では駆除、州境付近では野生個体に狂犬病ワクチンを接種して放獣する管理プログラムを実施しているほか、経ロワクチンの空中散布なども実施している。

### 日本

#### 対策
日本では1977年のテレビアニメ『あらいぐまラスカル』の放送をきっかけに、ペットとして飼う人が出た一方、飼いきれずに遺棄されてしまい、これらが野生化してしまうなど、アライグマによる問題が深刻になるにつれ、早急な対策を求める声が強くなってきた。そのなか、日本哺乳類学会では、アライグマ・ノヤギ・ジャワマングースの3種の外来種の駆除を求める緊急の大会決議を1998年に採択した。加えて日本生態学会は日本の侵略的外来種ワースト100のひとつに本種を選定した。そして、2005年に 外来生物法が施行されると同時に、特定外来生物に一次指定され、防除に向けた活動が本格化した。国内の現状ではアライグマは外来種であり、よって根絶が最終的な目標となるため、駆除が解決手法として選択されることが多い。一方で、日本ではアライグマは1994年度に狩猟獣に指定されたものの、夜行性であるなどの条件から狩猟されることが少ない。そのため、外来生物法に基づいた箱わなによる有害駆除の捕獲が主となっている。近年は、錯誤捕獲を防ぐためにエッグトラップという新しい罠も開発されている。捕獲された個体は、動物福祉に配慮して薬殺や二酸化炭素吸入によって殺処分しなければならないことになっている。外来生物法による防除や有害駆除を含めたアライグマの捕獲数は2008年には14000頭を超えた（捕獲数が特に多いのは北海道と兵庫県で合わせて6000頭）。やみくもな駆除を行わないためにも、科学的なモニタリングと効果の検証が求められている。

#### 駆除をめぐる論争
日本国内の各地で駆除が実行されるなか、駆除を進める地方自治体や研究機関と、一部の動物愛護団体との間で、アライグマの扱い方をめぐって意見の衝突が起きることがある。場合によっては、駆除に取り組む自治体に対して愛護団体から抗議の電話が殺到することもある。
動物愛護の立場が主張する施策のひとつとして、別の地域へ放獣する、もしくは保護施設で預かるという案がある。一方で、この手法はただ単に問題を別の場所に移動させただけであり、不適切であるとの指摘もある。また、他地域へ病気を伝播させてしまう危険性もあり、実際にアメリカでは狂犬病を拡大させてしまっている。同様に、これらの問題点に加えて遺伝子汚染の観点から、日本の外来種であるアライグマを原産地のアメリカに移送して帰すという方策も基本的に不可能である。放獣以外の方法として、避妊によって繁殖を抑制する手段も主張されることがあるが、その有効性やコスト、リスクについて評価した研究は少ない。

## 分類

### 名称
英名 raccoon は、アルゴンキン諸語 Ah-ra-koon-em の「手でこするもの」という意味が語源となっている。ちなみに、アライグマに姿が似た動物であるタヌキの英名は raccoon dog であるが、アライグマはアライグマ科、タヌキはイヌ科であり、系統的には大きく異なる。
学名の属名 Procyon は「イヌの前」、種小名 lotor は「洗うもの」を意味する。属名の由来は、アライグマがイヌの祖先であると考えられていたためといわれる。

### 亜種
アライグマの亜種については諸説あり、25の亜種に分けることがある。
- Procyon lotor lotor - アメリカ北東部とカナダ南東部（ノバスコシア州、ニューブランズウィック州など）に分布。
- Procyon lotor maritimus - デルマーバ半島に分布。
- Procyon lotor solutus
- Procyon lotor litoreus - ジョージア州の沿岸地域と島々に分布。
- Procyon lotor elucus - 主にフロリダ半島に分布。
- Procyon lotor inesperatus - キー諸島に分布。
- Procyon lotor auspicatus - キー諸島に分布。
- Procyon lotor incautus - キー諸島に分布。
- Procyon lotor marinus
- Procyon lotor varius - テネシー州、ミシシッピ州、アラバマ州に分布。
- Procyon lotor megalodous - ルイジアナ州の沿岸地域に分布。
- Procyon lotor birtus - アメリカ中央部とカナダの一部の州に分布。最も分布域の広い亜種。
- Procyon lotor excelsus - アメリカ西部のスネーク川周辺に分布。
- Procyon lotor pacificus - ワシントン州、オレゴン州などに分布。
- Procyon lotor vancouverensis - バンクーバー島に分布。
- Procyon lotor psora
- Procyon lotor grinnelli
- Procyon lotor pallidus - コロラド州、アリゾナ州南央部などに分布。
- Procyon lotor mexicanus - アメリカのニューメキシコ州とメキシコの一部（チワワ州など）に分布。
- Procyon lotor fuscipes - アメリカのテキサス州とメキシコ北東部（コアウイラ州など）に分布。
- Procyon lotor bernandezii
- Procyon lotor sbufeldti - テワンテペク地峡、ベリーズ、グアテマラ、ホンジュラス西部に分布。
- Procyon lotor dickevi - エルサルバドル南西部の沿岸地域に分布。
- Procyon lotor crassidens
- Procyon lotor pumilus - パナマ西部に分布。